# Overspanning (bouwkunde)
Een overspanning is de ruimte die door een dragend constructiedeel (bijvoorbeeld een ligger, spant, latei of boog) wordt overbrugd. Exacter gezegd is het de afstand tussen twee steunpunten. De precieze afstand wordt door berekening bepaald en geeft de theoretische overspanning.

## Bruggenbouw
Een overspanning is dat gedeelte van een brug of viaduct dat niet rust op de oever of kant. Een overspanning kan ook de afstand tussen twee brugpijlers zijn, zoals hierboven is gezegd.
Overspanningen kunnen verschillen van enkele tientallen meters tot twee kilometer. De hoofdoverspanning van de Akashi-Kaikyo-brug in Japan was in 2007 met 1 990 meter het langst.